# Méfie-toi Ben, Charlie veut ta peau
Pour plus de détails, voir Fiche technique et Distribution.
Méfie-toi Ben, Charlie veut ta peau (titre original : Amico stammi lontano almeno un palmo) est un western parodique italien réalisé par Michele Lupo, sorti en 1971.

## Fiche technique
Sauf indication contraire, les informations mentionnées dans cette section peuvent être confirmées par la base de données cinématographiques IMDb,  présente dans la section « Liens externes ».
- Titre : Méfie-toi Ben, Charlie veut ta peau
- Autre titre :  Fais attention Ben, Charlie arrive
- Photographie : Aristide Massaccesi
- Musique : Gianni Ferrio
- Durée : 109 minutes
- Format d'image : 2.35 : 1
- Date de sortie en salle en France : 20 septembre 1973[1]

## Distribution
- Giuliano Gemma (VF : Serge Lhorca) : Ben Bellow
- George Eastman (VF : Marc de Georgi) : Charlie Logan
- Vittorio Congia (VF : Gérard Hernandez) : Alan Smith
- Luciano Catenacci (VF : Jean-Louis Maury) :Kurt Van Niessen
- Marisa Mell : Sarah
- Giacomo Rossi Stuart (VF : Marc Cassot) : Hawkins, le policier de Pinkerton
- Roberto Camardiel (VF : Albert de Médina) : le shérif de Silvertown
- Nello Pazzafini (VF : Claude Joseph) : Butch
- Remo Capitani (VF : Henry Djanik) : Charro